# Cascina Burrona (métro de Milan)
Cascina Burrona est une station de la ligne 2 du métro de Milan, située sur la commune de Vimodrone.

## Galerie

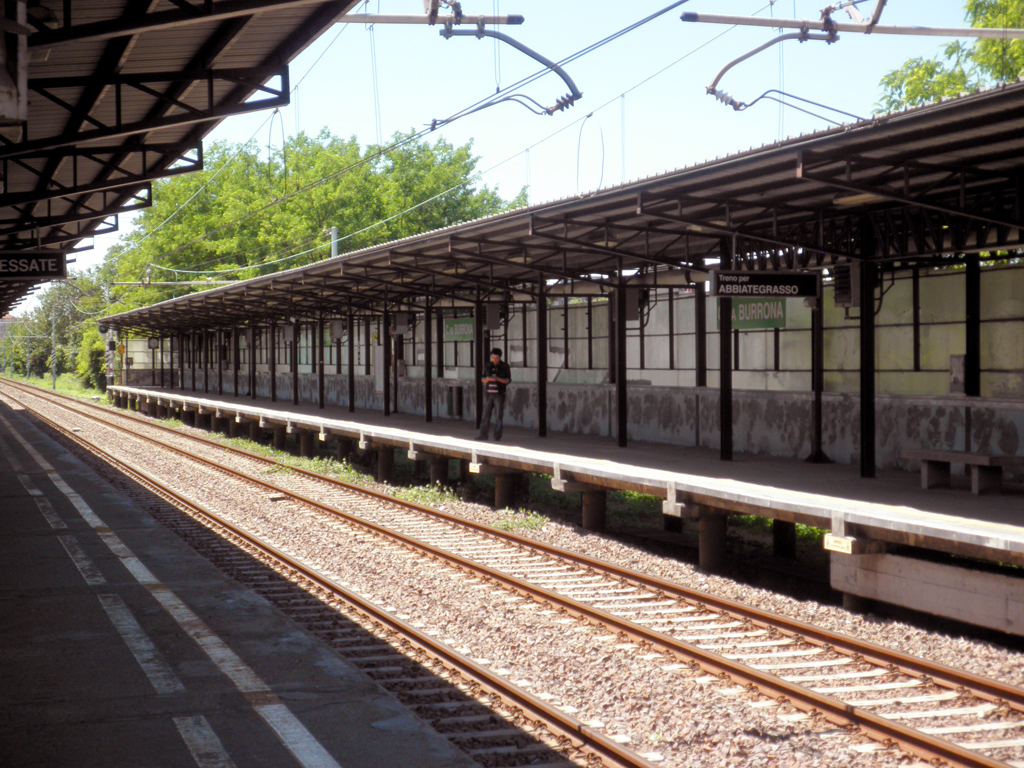
Les quais de la station